# Durmuşlu, Akpınar
Durmuşlu là một xã thuộc huyện Akpınar, tỉnh Kırşehir, Thổ Nhĩ Kỳ. Dân số thời điểm năm 2010 là 15 người.